# Аон-центр (Чикаго)
«Аон-центр» — один из самых высоких небоскрёбов мира, построенный в Чикаго по проекту архитектора Эдуарда Стоуна в 1972 году. Состоит из 83 этажей и имеет высоту 346,3 метра, являясь третьим по высоте зданием в Чикаго после «Уиллис-тауэра» и Международного отеля и башни Трампа и пятым по высоте в США.
Сразу после постройки здание было самым высоким сооружением в мире с мраморной облицовкой. Со временем, под влиянием сильного выветривания мраморная облицовка начала осыпаться и её пришлось снять. С 1990 по 1992 год всё здание было заново облицовано, на этот раз белым гранитом (это стоило половину от затраченных на возведение здания денег). Здание оборудовано специальными стальными фермами с V-образными сваями по периметру для того, чтобы более эффективно противостоять землетрясениям, порывам ветра и минимизировать изгиб опор.

## Владелец здания
Корпорация «Aon» — главный владелец здания. Она снимает 47,852 м² (20.60 %) площадей здания.
Также здесь располагаются офисы компаний:
- BP
- Kirkland & Ellis
- DDB Chicago
- Jones Lang LaSalle
- Daniel Edelman Inc.